# Grand Prix Pino Cerami 2017
Il Grand Prix Pino Cerami 2017, cinquantunesima edizione della corsa e valevole come evento dell'UCI Europe Tour 2017 categoria 1.1, si svolse il 19 luglio 2017 su un percorso di 208,5 km, con partenza da Saint-Ghislain e arrivo a Frameries, in Belgio. La vittoria fu appannaggio del belga Wout Van Aert che terminò la gara in 4h33'56", alla media di 45,668 km/h, precedendo il lussemburghese Jempy Drucker e il connazionale Dries Devenyns.
Sul traguardo di Frameries 111 ciclisti, su 153 partenti, portarono a termine la competizione.

## Squadre e corridori partecipanti
| N.      | Cod. | Squadra                      |
| ------- | ---- | ---------------------------- |
| 11-18   | LTS  | Lotto-Soudal                 |
| 21-28   | QST  | Quick-Step Floors            |
| 31-38   | BMC  | BMC Racing Team              |
| 41-48   | WGG  | Wanty-Groupe Gobert          |
| 51-58   | SVB  | Sport Vlaanderen-Baloise     |
| 61-68   | VWC  | Vérandas Willems-Crelan      |
| 71-78   | WVA  | WB-Veranclassic-Aqua Protect |
| 81-88   | RNL  | Roompot-Nederlandse Loterij  |
| 91-98   | DEN  | Direct Énergie               |
| 101-108 | TFO  | Fortuneo-Oscaro              |

| N.      | Cod. | Squadra                        |
| ------- | ---- | ------------------------------ |
| 111-118 | GAZ  | Gazprom-RusVelo                |
| 121-128 | ABS  | Aqua Blue Sport                |
| 131-138 | PSV  | Pauwels Sauzen                 |
| 141-148 | AAS  | AGO-Aqua Service               |
| 151-156 | PCW  | T.Palm-Pôle Continental Wallon |
| 161-168 | ADT  | Armée de Terre                 |
| 171-178 | RLM  | Roubaix-Lille Métropole        |
| 181-188 | LPC  | Leopard Pro Cycling            |
| 191-196 | LKH  | Team Lotto-Kern Haus           |
| 201-208 | IWS  | IsoWhey Sports SwissWellness   |

## Ordine d'arrivo (Top 10)
| Pos. | Corridore        | Squadra      | Tempo    |
| ---- | ---------------- | ------------ | -------- |
| 1    | Wout Van Aert    | Vérandas     | 4h33'56" |
| 2    | Jempy Drucker    | BMC          | s.t.     |
| 3    | Dries Devenyns   | Quick-Step   | s.t.     |
| 4    | Benjamin Thomas  | Armée de Te. | a 3"     |
| 5    | Timothy Dupont   | Vérandas     | a 25"    |
| 6    | Roy Jans         | WB-Veran.    | s.t.     |
| 7    | Maxime Daniel    | Fortuneo     | s.t.     |
| 8    | Dylan Teuns      | BMC          | s.t.     |
| 9    | Thibault Ferasse | Armée de Te. | s.t.     |
| 10   | Loïc Vliegen     | BMC          | s.t.     |